# Francisco Ruas Hornay
Francisco Ruas Hornay († 24. November 1976 in Muapitine, Osttimor) war ein osttimoresischer Freiheitskämpfer und timoresischer Adliger (Liurai).

## Leben
Hornay wurde von seiner Tante und ihrem Mann João Hornay adoptiert, dem Liurai von Caenlio. Ursprünglich war Hornay Soldat in der portugiesischen Kolonialarmee.
1974 wurde die portugiesische Diktatur durch die Nelkenrevolution gestürzt und man begann die Kolonien auf die Unabhängigkeit vorzubereiten. Im damaligen Portugiesisch-Timor kam es 1975 zum Machtkampf zwischen der linksorientierten FRETILIN und der União Democrática Timorense UDT. Portugals letzter Gouverneur Mário Lemos Pires zog sich zurück und die FRETILIN rief nach ihrem Sieg am 28. November 1975 die Unabhängigkeit Osttimors aus. Zwischenzeitlich hatte aber Indonesien begonnen die Grenzgebiete zu besetzen und am 7. Dezember begann offiziell eine großangelegte Invasion in das Nachbarland. Die FRETILIN führte ab dieser Zeit mit ihrem bewaffneten Arm, der FALINTIL einen Abwehr- und Befreiungskampf gegen die Indonesier.
Hornay hatte bereits von September bis November 1975 gegen die verdeckt eindringenden Indonesier in Bobonaro. Zunächst kämpfte er in Balibo bis zu dessen Fall Mitte Oktober, dann in Atabae zusammen mit Aquiles Freitas Soares. Am 26. November fiel auch Atabae. Hornay kehrte zu seiner Heimatbasis nach Iliomar zurück. Hier kam er bald in Konflikt mit der lokalen Führung von FRETILIN und FALINTIL.
Er wendete sich gegen die Maßnahmen der FRETILIN die Bevölkerung in Widerstandsbasen (bases de apoio) zusammenzuziehen. Dahinter standen militärische Gründe, aber auch das Ziel, die Bevölkerung ideologisch auf die FRETILIN zu schulen. Außerdem kritisierte Hornay die Ernennung von Tómas Pinto zum FRETILIN-Sekretär von Iliomar. Dessen Vize Lere Anan Timur sollte nach Ansicht Hornays stattdessen das Amt übernehmen, weil dieser aus einer adligen Familie stammte. Juvenal Inácio (Kampfname Sera Key), der Politkommissar des Sektors Ponta Leste, befahl daher Hornay Selbstkritik zu üben und schickte ihn für vierzehn Tage mit seinen engsten Verbündeten in das Umerziehungslager (Campos de Rehabilitação Nacional, Renal) in Belta Tres bei Lospalos.
Nach ihrer Rückkehr nach Iliomar, bildete Hornay Männer und Jugendliche militärisch aus. Mitglieder des Zentralkomitees der FRETILIN (CCF) entschieden, dass das Training negative Auswirkungen habe und beendeten es. Als das Zentralkomitee entschied, dass die Bevölkerung zur politischen Bildung sich versammeln sollte, widersprach Hornay. Er wurde aufgefordert nach Istasi in Fuat zu kommen, doch er weigerte sich, weil er seine Verhaftung befürchtete. Auch Einwohner aus Iliomar II und Tirilolo hielt er davon ab zu der Versammlung zu gehen. Stattdessen entsandte er 45 Männer, die ihn vertreten sollten.
Von seinem Freund Aquiles Freitas Soares erhielt Hornay in Uaibitae Gewehre, Granaten und Munition. Weitere Munition erhielt Hornay aus dem Uaritin Munitionsdepot in Iliomar. Dann sandte er im Oktober 1976 zwei Männer zu Verhandlungen nach Iliomar, doch sie wurden vom Zentralkomitee verhaftet. Beim Versuch, selbst mit der FRETILIN zu verhandeln, kam es zum Schusswechsel. Eine Woche später griffen Sera Key und sein Adjutant Fernando Txay an.
Hornay und seine Männer flohen zum Berg Paitah bei Iliomar. Mit FALINTIL-Soldaten und Zivilisten aus Iliomar umzingelten Sera Key und Fernando Txay die Flüchtenden. Die meisten Männer Hornays und die ihn begleitenden Zivilisten ergaben sich und kehrten in ihre Dörfer zurück. Neun Personen wurden gefangen genommen und von Sera Keys Männern gefoltert. Hornay floh mit 49 seiner Getreuen nach Kuladera in Uatucarbau. Mitte November wurde, wieder mit der Bevölkerung aus Iliomar, eine neue Aktion in Uatucarbau durchgeführt. Am 13. November wurden die ersten Männer Hornays getötet. In Irafok bei Larimi wurde Paul Hornay gefangen und ermordet. Kurz darauf gingen 75 Männer Hornays Sera Key und Txay ins Netz. Sie wurden nach Iliomar zurückgebracht und gefoltert. Am 17. November wurden acht von ihnen in Lore getötet, die anderen wurden für zwei Monate zur Umerziehung nach Cacavei gebracht. Die Kinder in der Gruppe ließ man nach Hause gehen. Auch Francisco Hornay wurde schließlich in Quelicai mit fünf Freunden gefangen. Am 24. November wurde er mit vier anderen in Muapitine hingerichtet. Einem weiteren gelang die Flucht, doch fand man ihn eine Woche später und tötete auch ihn.
Constantino, der Sohn von Francisco Hornay, war zum Zeitpunkt der Gefangennahme im November 1976 elf Jahre alt. Nachdem er, wie die anderen Gefangenen, mehrere Tage angebunden verbringen musste und verhört wurde, ließ man Constantino frei. Er musste in der Küche arbeiten und Büffel hüten.

## Belege
- „Chapter 7.2 Unlawful Killings and Enforced Disappearances“ (PDF; 2,5 MB) aus dem „Chega!“-Report der CAVR (englisch)
- „Chapter 7.4 Arbitrary detention, torture and ill-treatment“ (PDF; 2 MB) aus dem „Chega!“-Report der CAVR (englisch)